# Безбородый обманщик
«Безбородый обманщик» (каз. Алдар көсе) — советский художественный чёрно-белый комедийный фильм 1964 года, снятый режиссёром Шакеном Аймановым на киностудии «Казахфильм».
Премьера состоялась 17 декабря 1965 года. Фильм посмотрели 11,1 млн зрителей.

## Сюжет
Беспризорный обманщик Алдар-Косе встречает бедную девушку по имени Карлыгаш и помогает ей и её возлюбленному, батраку Такену, избавиться от долгов перед баями. Алдар получает кольцо от торговки в знак благодарности и отправляется на поиски своего обидчика — акына Дюсембая. В ходе своего путешествия он сталкивается с различными перипетиями — спасает Карлыгаш от похищения, берётся излечить её у богача Даунара, а затем встречает бандитов, которые требуют от него развеселить их. Алдар рассказывает им свою грустную историю, что приводит к их смеху и отпуску его и Карлыгаш. В конце концов, девушка и её возлюбленный находят счастье и уезжают вместе.

## Роли исполняют
- Шакен Айманов — Алдар-Косе (главная роль, дублировал Константин Тытров)
- Баян Адилова — Карлыгаш (дублировала Антонина Кончакова)
- Куатбай Абдреимов — Такен, табунщик (дублировал Олег Голубицкий)
- Сайфулла Тельгараев — Ербол (дублировал Вадим Захарченко)
- Калыбек Куанышбаев — отец Карлыгаш (дублировал Яков Беленький)
- Курманбек Жандарбеков — Жаманбай (дублировал Владимир Балашов)
- Касымхан Шанин — Карабет (дублировал Николай Граббе)
- Атайбек Жолумбетов — Даукара (дублировал Феликс Яворский)
- Рахметулла Сальменов — Жуанбай (дублировал Григорий Шпигель)
- Серке Кожамкулов — Итбай (дублировал Иван Рыжков)
- Елубай Умурзаков — Иса Баксы (дублировал Георгий Милляр)
- Мануар Абдуллина — эпизод
- Капан Бадыров — эпизод
- Дарига Тналина — эпизод
- С. Шанин — эпизод
- Танат Жайлибеков — Черта (нет в титрах)
- Камал Кармысов — эпизод (нет в титрах)
- Заги Курманабева — эпизод (нет в титрах)
- Амина Умурзакова — эпизод (нет в титрах)

## Съёмочная группа
- Режиссёр: Шакен Айманов
- Сценаристы: Лев Варшавский, Шакен Айманов
- Оператор: Марк Беркович
- Композитор: Садык Мухамеджанов
- Художники: Сахи Романов, Кулахмет Ходжиков

## Музыка
В фильме звучит музыка в исполнении Казахского симфонического оркестра, дирижёр Виктор Яковлев.

## Русский дубляж
Русский дубляж фильма был осуществлён Центральной студией киноактёра «Мосфильм», режиссёр дубляжа Андрей Фролов, звукооператор Нинель Калениченко.

## Критика
Казахские кинематографисты прочли традиционную легенду глазами современных художников. Их Алдар Косе не только блестяще поддерживает свою репутацию весёлого обманщика, но и сомневается, вступает в спор с самим собой, ищет ответа на больные социальные вопросы. Он в поисках необычайно важных для него философских истин. И показать Алдара именно таким помогло мастерство Айманова-актёра.
— А. Руденко, журнал «Советский экран», №1, 1966 год

## Фестивали
- 1966 — Всесоюзный кинофестиваль (Киев) — Диплом Шакену Айманову за исполнение главной роли[3]